# Villa Susanne (Dr.-Rudolf-Friedrichs-Straße)
Die Villa Susanne liegt in der Dr.-Rudolf-Friedrichs-Straße 12 im Stadtteil Niederlößnitz der sächsischen Stadt Radebeul, an der Ecke zum Rosa-Luxemburg-Platz. Sie wurde 1889–1891 vermutlich nach Plänen des Architekten Carl Käfer errichtet.

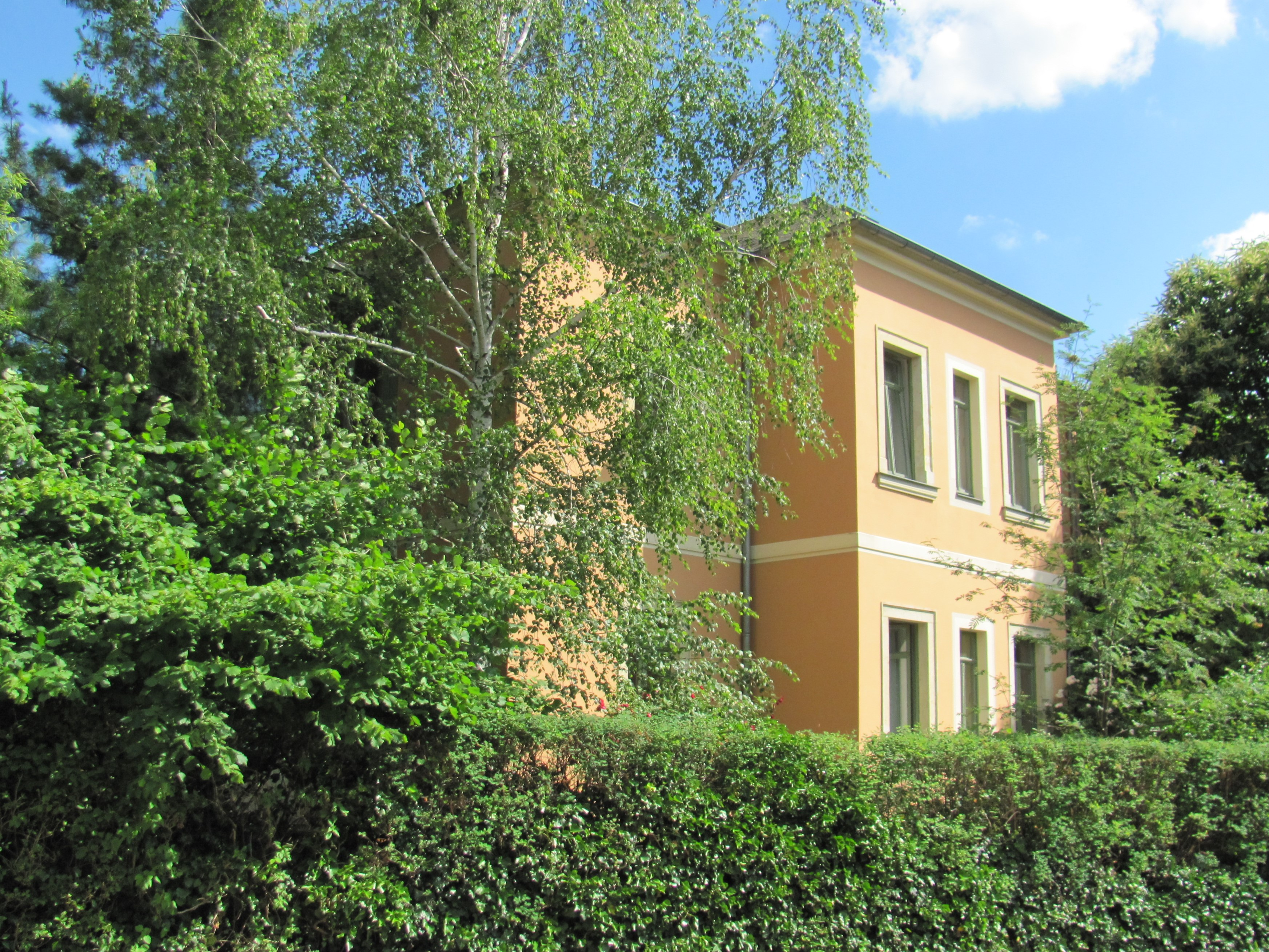
Villa Susanne

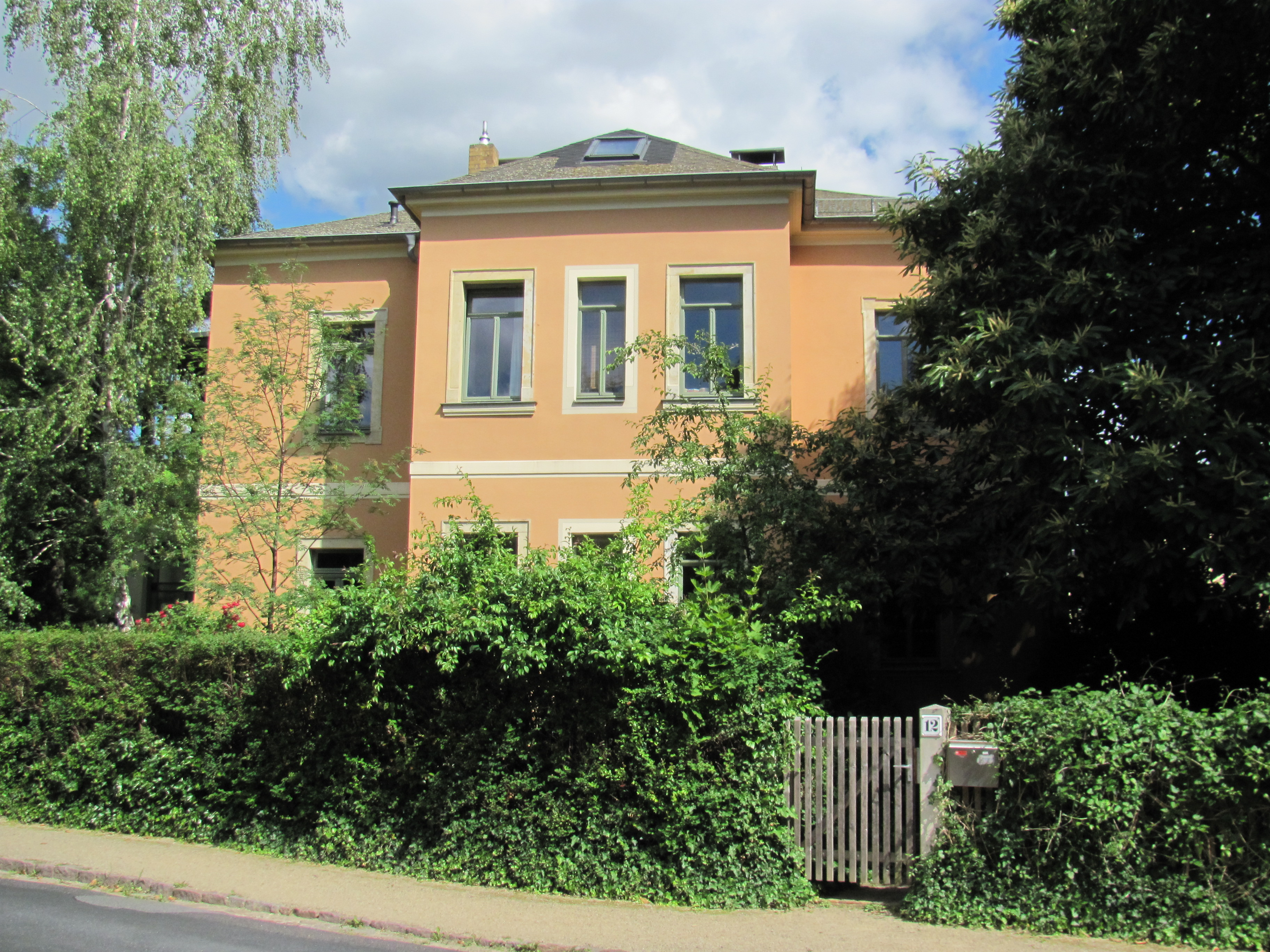
Villa Susanne

## Beschreibung

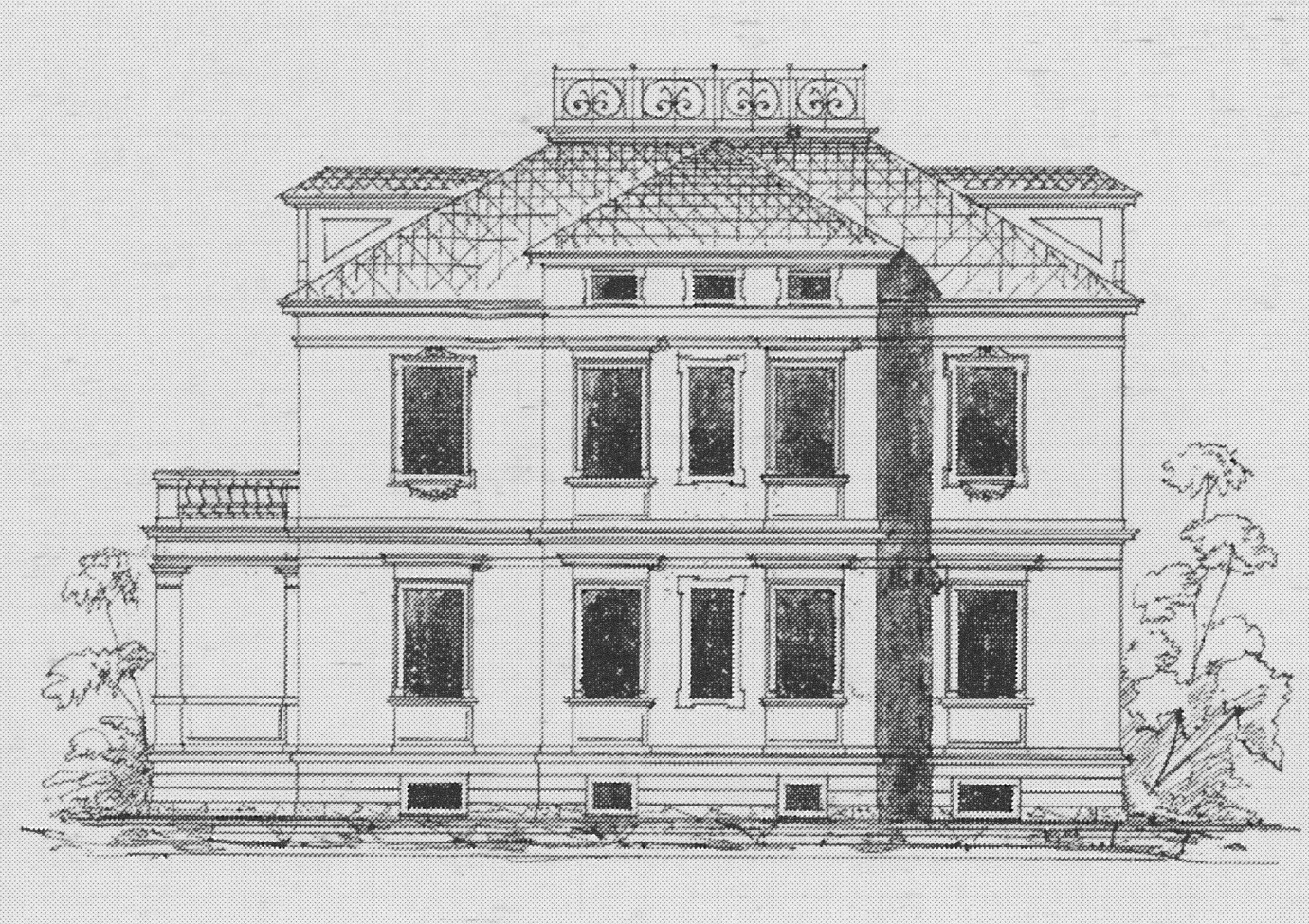
Bauzeichnung von Carl Käfer, um 1889

Der Bauunternehmer und Maurerpolier Friedrich August Moritz Wolf beantragte im Dezember 1889, wahrscheinlich nach Entwürfen des Architekten Carl Käfer, den Bau der heute unter Denkmalschutz stehenden Mietvilla, der bis zur Baurevision im Oktober 1891 durch den Baumeister Clemens Hanke durchgeführt wurde.
Die zweigeschossige Mietvilla ist ein Gebäude mit einem flach geneigten, abgeplatteten Walmdach, das in den Jahren 1932/1933 auf der Rückseite des Hauses ausgebaut wurde. Die symmetrisch ausgebildete, fünfachsige Straßenansicht zeigt einen dreiachsigen Mittelrisalit. In der linken Seitenansicht steht eine zweigeschossige Veranda. Die Gliederung der verputzten Fassaden ist heutzutage deutlich reduziert.
Im Jahr 1896 beantragte Wolf den Bau der Villa Dora, 1899 folgte die Villa Brésil in der Blumenstraße 16.

## Weitere Bauten von Baumeister Hanke
- 1884–1886: Villa Nordstraße 4, Niederlößnitz
- 1886/1887: Villa Theodor Clemens Hanke in der Heinrich-Heine-Straße 6, Niederlößnitz (Entwurf Adolf Neumann)
- 1890/1891: Villa Thuja in der Winzerstraße 61a, Niederlößnitz (Entwurf Carl Käfer)